# Radio Noordzee Internationaal

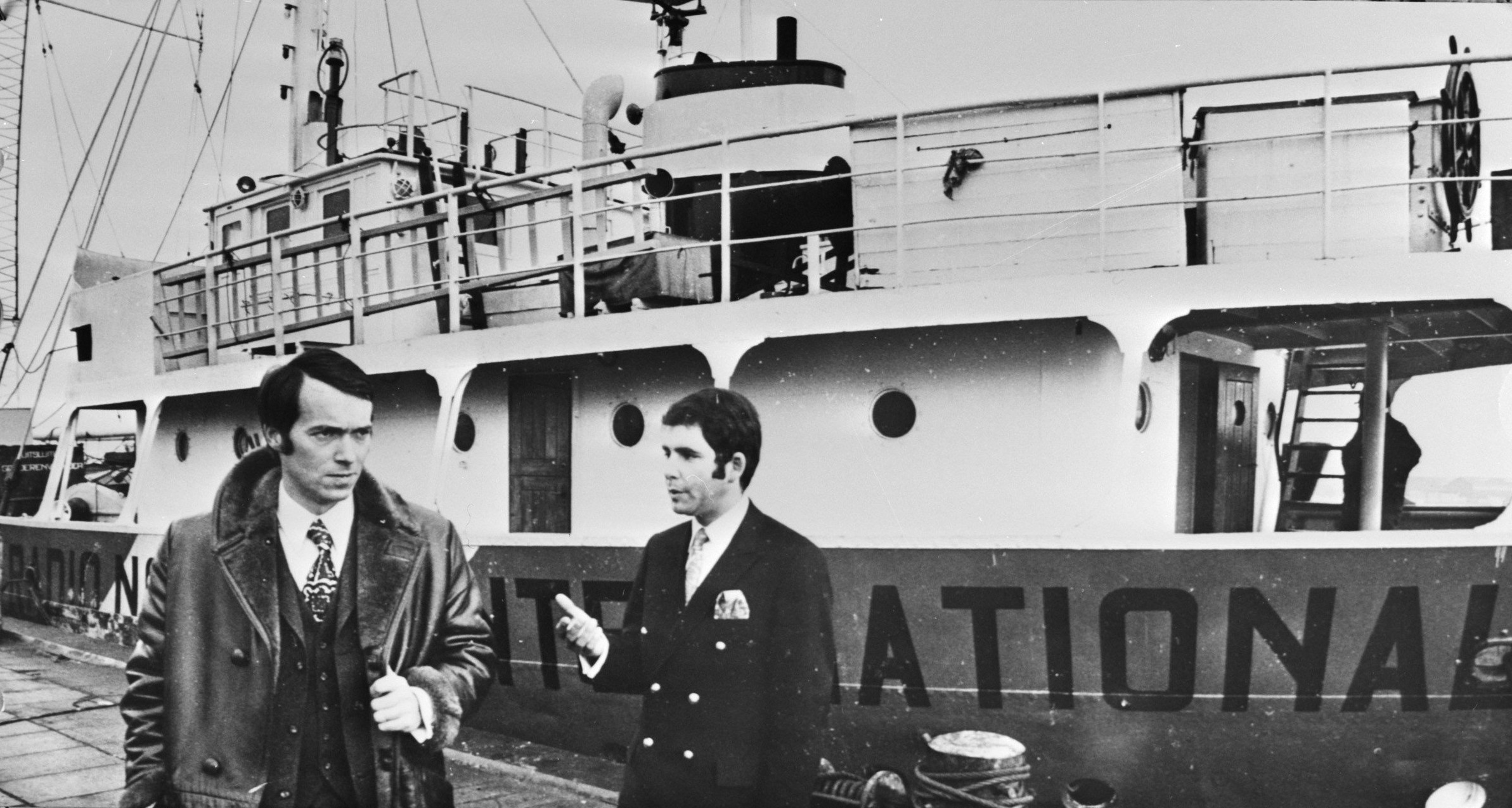
De Zwitserse eigenaren Bollier en Meister voor het schip van Radio Noordzee Internationaal (november 1969)

Radio Noordzee Internationaal (RNI) was een zeezender die uitzond van januari 1970 tot en met 31 augustus 1974.

## Start
Het station begon op 23 januari 1970 met uitzenden vanaf het zendschip MEBO II, 5 km uit de kust van Noordwijk aan Zee. De eigenaren waren de Zwitsers Erwin Meister en Edwin Bollier. De naam van het zendschip is een samenstelling van de eerste twee letters van hun achternamen (MEister en BOllier). Het eerste schip werd gekocht in Noorwegen en MEBO I gedoopt. Bij inspectie door de Sleephelling Mij. te Scheveningen bleek het echter ongeschikt om als zendschip dienst te doen en het werd ingezet als tenderschip. De Silvretta, een Nederlandse coaster, voldeed wel en werd MEBO II gedoopt. Radio Noordzee was geen piratenzender, net zomin als Radio Veronica, omdat zeezenders tot 1 september 1974 wegens het ontbreken van wetgeving niet illegaal waren. Het enige illegale was dat men zich, tegen internationale afspraken in, een golflengte had toegeëigend, maar dit feit an sich was voor de politiek onvoldoende reden tot actie over te gaan. De zender week uit naar zee omdat volgens de Omroepwet commerciële radio niet toegestaan was. De officiële start had plaats op 28 februari 1970.

## Naar Engeland
De uitzendingen waren Engels- en Duitstalig. Maar adverteerders meldden zich nauwelijks. Besloten werd van ligplaats te veranderen. De MEBO II voer op 23 maart 1970, al uitzendend, naar de Engelse kust voor Clacton-on-Sea. De Engelsen waren niet blij met de komst van het schip en zetten een stoorzender in op de frequentie van RNI. Tussen 13 en 20 juni 1970 veranderde het station, volgens sommige bronnen in overleg met Ronan O'Rahilly van Radio Caroline, van naam en steunde als Radio Caroline International de conservatieven in hun verkiezingsstrijd. De conservatieven waren vóór vrije radio. Na de verkiezingen bleef de stoorzender echter in de lucht en vertrok de MEBO II weer naar Nederland en ankerde voor de Scheveningse kust.

## Terug naar Nederland
Radio Veronica, die in RNI een nieuwe concurrent zag opdagen, bood Meister en Bollier een groot bedrag om met uitzenden te stoppen en zeker geen Nederlandstalige programma's te verzorgen. Op 24 september 1970 om 11 uur 's morgens nam RNI afscheid van de luisteraars met het draaien van de laatste plaat: The long and winding road van The Beatles. Op 14 februari 1971 was RNI evenwel terug met testuitzendingen op 220 meter middengolf, nadat de door Veronica op het schip geplaatste kapitein van boord was gelokt en de afkoopsom cash bij Veronica was terugbezorgd.
Op 6 maart 1971 begon men met het uitzenden van Nederlandstalige programma's verzorgd door de muziekuitgever Strengholt uit het Gooi, met dj's die rond 1969/1970 gestopt waren bij Radio Veronica, zoals Jan van Veen. Ferry Maat en Hans Hoogendoorn gingen ook voor de zender werken. Joost den Draaijer, die vanaf april 1971 zijn werk voor Hilversum 3 stopzette, zette in deze tijd de Radio Noordzee Top 50 op.
Het was de enige zeezender die zowel op de middengolf (220 meter — 1367 kHz) alsook op de korte golf (49-meterband — 6.205 kHz en 31-meterband — 9.935 kHz) en de FM-band (Kan. 44 — 100,00 MHz) uitzond. Op de 49 meter- en 31-meterband waren ook uitzendingen te horen van 'RNI World Service' en 'RNI Goes DX'. RNI beschikte ook over een tweede middengolfzender, waarmee na de frequentiewisseling van Veronica (van 192 naar 538) in september 1972 tijdelijk een tweede Radio Noordzeeprogramma op 192 meter werd uitgezonden, dit om luisteraars naar de uitzendingen op 220 meter te lokken. Deze uitzendingen zouden uiteindelijk de kustwacht hebben gestoord en werden na verloop van tijd gestaakt.

## Bomaanslag
Op zaterdag 15 mei 1971 ontplofte een brandbom aan boord van de MEBO II. Niet de olieleiding in de machinekamer zoals oorspronkelijk de bedoeling was, werd getroffen, maar de waterleiding van de MEBO II. Het achterschip vatte vlam. Dj Alan West, die op dat moment een live programma in het Engels - 's avonds was er een Engelstalige programmering - presenteerde, werd tijdens het draaien van de plaat Melting pot van Blue Mink opgeschrikt door de explosie en ging poolshoogte nemen. Hij zag nog net een kleine motorboot met buitenboordmotor wegvaren. Hij rende terug naar de studio en riep over de zender (hij was duidelijk in paniek) om hulp: Mayday, mayday, the MEBO II is on fire, SOS, SOS, we had an explosion on board, mayday, mayday, we need help! Deze oproep bleef hij verschillende malen herhalen in het Engels, later deed de Nederlandse kapitein nog een oproep. Er kwam hulp van blusboten die de brand snel wisten te doven. Het station ging uit de lucht. Er vielen geen gewonden. De schade aan de MEBO II bleef beperkt; het bovendeel van de kombuis en het achterdek waren grotendeels afgebrand.
De volgende dag was de zender terug in de lucht. Hoewel er aanvankelijk verhalen in de pers verschenen dat de BVD achter de aanslag zat - Meister en Bollier zouden banden hebben met het bewind van de DDR of zelfs Libië, en de kortegolfzender gebruiken voor het verzenden van gecodeerde geheime berichten - bleek al spoedig, dat Radio Veronica de schuldige was. Drie duikers werden opgepakt, aan wie Veronica 100.000 gulden (= € 45.380,-) had betaald om het schip binnengaats te krijgen, zodat men beslag op het schip kon leggen omdat RNI de onderlinge overeenkomst niet zou hebben nageleefd.
Maar de aanslag bewerkte precies het tegendeel van wat Veronica beoogd had. Hij leverde Radio Noordzee veel sympathie van de luisteraars op en het station won enorm aan populariteit. Het prikkelde echter ook de Nederlandse overheid om de zeezenders nu eens definitief met wetgeving aan te pakken. Bull Verweij, een van de gebroeders Verweij, eigenaren van Veronica, en Veronica-aandeelhouder Norbert Jürgens werden, net als de drie duikers, tot gevangenisstraffen veroordeeld.

## Actie voor zendmachtiging
In maart 1973 begonnen RNI en Radio Veronica een actie tot behoud van hun zenders en het verkrijgen van een zendmachtiging, toen steeds duidelijker werd dat de Nederlandse autoriteiten de anti-piratenwet, als vastgelegd in het Verdrag van Straatsburg, zouden ratificeren. Op RNI heette de actie Hou 'm in de lucht. Onder andere zong een gelegenheidsformatie, het Noordzeekoor, een ledenwerflied Geef ons een kans. Een onderdeel daarvan was de single Meer van Jan van Veen. De inspanningen van Radio Noordzee waren vergeefs, maar Veronica zou vanaf 1976 als Veronica Omroep Organisatie uitgroeien tot de grootste Nederlandse publieke omroep.

## Einde
Het doek viel op 31 augustus 1974, zoals voor de meeste andere zeezenders. Om 20:00 werden de uitzendingen gestaakt, twee uur later dan Radio Veronica. Als laatste daad werd Man of Action van het Les Reed Orchestra uit juli 1970 gedraaid, de herkenningsmuziek van Radio Noordzee, op de laatste tonen weggefaded met zeegeluiden en het geluid van meeuwen, waarna om iets na 8 uur de zender werd uitgeschakeld. Alleen Radio Mi Amigo en Radio Caroline vanaf de MV Mi Amigo zouden doorgaan.
Op 13 juli 1992 startte Strengholt de zender Radio Noordzee Nationaal, het latere Noordzee FM, maar deze heeft - behalve dezelfde initiatiefnemer - weinig met Radio Noordzee Internationaal te maken. Begin 2025 werd bekend dat Talpa weer nieuw leven gaat inblazen in Radio Noordzee. 